# 雷·克雷默
雷米·彼得·「雷」·克雷默（英語：Remy Peter "Ray" Kremer，1895年3月23日—1965年2月8日），為美國職棒大聯盟的投手。職業生涯皆效力於匹茲堡海盜。

## 職業生涯
雖然克雷默很早就進入小聯盟，但他因為傷勢不斷，導致他在小聯盟打了10年。1923年12月，他加入海盜隊，終於在隔年登上大聯盟。當時他已29歲，算是少見的老菜鳥。
不過他在菜鳥球季就展現不凡身手，整季拿下18勝10敗。接下來3年他都有平均18勝的水準，並在1926年MVP票選上拿下第三名。
1925年世界大賽，克雷默拿下最後2勝，幫助海盜獲得世界大賽冠軍。1927年世界大賽，克雷默在第一戰擔任先發。雖然面對號稱史上最強的洋基隊，但他力拚到只輸一分。1926年和1927年，克雷默都拿下聯盟的防禦率王頭銜。
1930年，克雷默以30勝拿下國聯勝投王。之後他在1933年球季末被球隊放進讓渡名單，最後結束球員生涯。不過他仍在小聯盟打拚兩年。
打擊方面，克雷默的生涯打擊率為1成78，並敲出5轟與69分打點。

## 生涯投球數據
| 勝投 | 敗投 | 防禦率 | 出賽場次 | 先發 | 完投 | 完封 | 投球局數 | 安打 | 失分 | 自責分 | 全壘打 | 保送 | 三振 | 暴投 | 觸身球 |
| ---- | ---- | ------ | -------- | ---- | ---- | ---- | -------- | ---- | ---- | ------ | ------ | ---- | ---- | ---- | ------ |
| 143  | 85   | 3.76   | 308      | 247  | 134  | 14   | 1954.2   | 2108 | 950  | 816    | 123    | 483  | 516  | 23   | 29     |

## 個人生活
家庭方面，克雷默有一個女兒貝蒂。而他在退休後曾擔任郵差，1965年2月8日，克雷默因病去世，享年69歲。

## 外部連結
- 球員資訊和成績在MLB，ESPN，Retrosheet ，Baseball Reference ，Fangraphs，The Baseball Cube （英文）